# サトー克也
サトー克也（サトーかつや、1963年7月9日 - ）は、日本のクリエイティブディレクター、実業家。
1987年より広告制作に携わる。

## プロフィール
1963年7月9日、東京都豊島区椎名町に生まれる。
慶應義塾大学法学部政治学科卒業。大学のゼミは社会学。卒論は『アイドル論』。
予備校時代に角川書店『バラエティ』編集部に関わり、大学時代にライター等のアルバイトをする。これがマスコミ生活のスタートとなる。
1987年4月、広告代理店 第一企画株式会社（現ADK）に入社。第2クリエイティブ局に配属。
入社2年目のラジオCM3作品がACC各賞を受賞。
その後、数々のクライアントのテレビCMを手掛け、ロンドン国際広告賞、ニューヨーク国際広告賞、カンヌ広告祭など各賞を受賞。
1992年、日清食品『出前一丁』において、出前坊や以外のキャラクターを創作し、出前一家を完成。ヒット広告となり、ACCシリーズ賞をはじめ各賞を受賞。関連コミック、DVDの原作、企画、演出を手掛ける。
2007年には日立マクセルDVD『新留小学校〜最後の7日間の記録〜』で、ACCグランプリ、総務大臣賞ダブル受賞の他、アジア最大の広告賞アド   フェストでゴールドを受賞。CMがエンタテイメント化する中、ドキメンタリー広告の可能性を示す。
2007年12月、ダイコク株式会社を設立。以後、コスモ石油、トヨタ、デンソー、三井不動産、大阪ガス、東京メトロなど多数のクライアントのキャンペーンを担当。
2019年、早稲田アカデミー ブランドムービー『15のキミへ』においては企画、演出のみならず作詞、作曲を手掛け、それを手嶌葵が歌唱している。
また、絵本作家としての顔を持ち、読売新聞『むてきのだっちくん』『えらいのはだれだっち？』大塚食品クリスタルガイザー『シャスタの泉』など広告から派生した作品を発表。また母親の故郷である秩父市の保育園、幼稚園、小学校へ寄贈した絵本『チチブの武甲さん』においては地元の山や自然を大切にすることを伝えている。
2019年には『さとうかつや』として本格的に絵本作家としての活動を開始。エッセンシャル出版社から『おむすび7』を発表。日本の知恵を広く、世界へアピール。各所で好評を博している。

## 主な受賞歴
ACCグランプリ・総務大臣賞、ACCジャーナリスト賞/日立マクセル「ずっとずっと。新留小学校」
カンヌ国際広告祭銀賞/日立マクセル「タイムカプセルプロジェクト」
アドフェスト(アジア最大の広告賞)シルバー＆ロータス・ルーツ賞/日立マクセル「ずっとずっと。正調弥三郎節」
ACC賞/日清食品「出前一丁」3年連続受賞、日清製油「生まれたときから日清サラダ油」白子「お茶漬けサラサラ」他
電通賞優秀作品賞/日立マクセル「大人になったジブンへ」他
消費者のためになった広告コンクール金賞/日立マクセル「大人になったジブンへ」
ギャラクシー賞/日立マクセル「大人になったジブンへ」パイオニア「PURE VISION」
IBA賞/日清食品「どん兵衛」パイオニア「PURE VISION」
久光製薬「フレシングクリーム」
ロンドン国際広告賞/日清食品「どん兵衛」日立マクセル「ずっと、ずっと。大関栃東」
他、国内外の広告賞を多数受賞。

## 作品歴

### サトー克也、作品の歴史》1987〜
| 企業名／商品名           | 作品                            |
| ------------------------ | ------------------------------- |
| 小僧寿司                 | おむすび寿司フェア/昔話→アニメ  |
| 桃屋                     | いただきます                    |
| ニチモ不動産             | オリジナルキャラ                |
| カネボウ化粧品           | マジシャン→歌もの               |
| 白子のりお茶漬けサラサラ | 村上明彦監督                    |
| 白子のり                 | 手巻き海苔                      |
| 白子のり                 | 白子のふりかけ→歌もの           |
| 久光製薬                 | プレッシングクリーム/李泰栄監督 |
| JT                       | CABIN BOX                       |
| レディーボーデン         | 前田良輔監督                    |
| カネボウ化粧品           | サラ/前田良輔監督               |
| 日清食品                 | 出前一丁/中島哲也監督           |

### パロディユーモア期はじまる。
| 企業名／商品名               | 作品                                       |
| ---------------------------- | ------------------------------------------ |
| 桃屋                         | 浅漬けのもと/ぬか漬けのもと                |
| キリン春咲き〈生〉           |                                            |
| キリンビール工場できたて出荷 |                                            |
| 日清サラダ油                 | 生まれたときから                           |
| どん兵衛                     | 世直しどん兵衛                             |
| どん兵衛                     | どん兵衛学園                               |
| どん兵衛                     | どん兵衛むかし話                           |
| 日清食品                     | 日清袋麺シリーズ                           |
| カップヌードル               | 西遊記シリーズ                             |
| カネボウホームプロダクツ     | 海のうるおい藻                             |
| INAX                         | 抗菌シリーズ                               |
| パイオニア                   | ピュアビジョン/いつまでもピュアでいたい    |
| 日立マクセル                 | 企業/星野道夫シリーズ                      |
| DDIポケット                  | エッジ                                     |
| 大塚製薬                     | カロリーメイトゼリー →歌もの               |
| 大塚製薬                     | カロリーメイト→歌もの                      |
| パイオニア                   | ハートの地球                               |
| パイオニア                   | ピュアビジョン/色の国                      |
| 三井のリハウス               | リハウスで話そう                           |
| 三井のリパーク               |                                            |
| TEPCOひかり                  | TEPCOひかりに決めた唄                      |
| 日立マクセル                 | ずっとずっと/父への想い                    |
| 讀賣新聞                     | だっち君シリーズ →アニメ＆歌もの           |
| コスモ石油                   | 企業/ココロも満タンに宣言/マイカーリース他 |
| 日立マルセル                 | DVD/大人になったジブンへ                   |
| 日立マルセル                 | DVD/ずっとずっと新留小学校                 |

### ドキュメンタリー期はじまる。
| 企業名／商品名   | 作品                                    |
| ---------------- | --------------------------------------- |
| 日立マクセル     | DVD/正調弥三郎節                        |
| JA共済           | 建更むてき                              |
| DENSO            | 企業                                    |
| 大塚食品         | クリスタルガイザー/ここシャスタの山から |
| 讀賣新聞         | 編集手帳                                |
| セイバン         | モデルロイヤル/入学式                   |
| 大阪ガス         | さすガっス！→歌もの                     |
| 大阪ガス         | ガ、スマート！                          |
| 大阪ガス         | 暮らしに灯りをぬくもりを→歌もの         |
| 唐津             | 地方創生                                |
| 東京メトロ       | すすメトロ！                            |
| 富士ゼロックス   | 中国キャンペーン                        |
| 日清シスコ       | ごろっとグラノーラ                      |
| トヨタ           | ワールドワイド3部作                     |
| セキスイハイム   | あったかミュージカル                    |
| 高橋書店         | ざんねんないきもの事典                  |
| 早稲田アカデミー | 15のキミへ                              |

## オリジナルキャラクター
既存の有名キャラクターに頼らず、企業のオリジナルキャラクターを創り、育て上げることの大切さを伝える。
日清食品 出前一丁 では、出前父ちゃん、出前母ちゃん、出前ちゃん、出前ばあちゃん　というオリジナルキャラクターを作り、日立マクセル ダイナミックでは、ダイナコングを作った。読売新聞の広告では、だっちくん、であーるパパ、ざますママ、だっちょくん　など、育てあげたキャラクターは多数ある。

## 作風
プロフェッショナルの定義を『その道で、人のココロを動かせられる人』としている。
初期作品においては、笑い、ユーモア、人情に重きが置かれていたが、近年は企業、ブランドが発するメッセージを巧みに表現し、感動作品に仕上げている。人間、世の中に対する洞察が深く、独特の感動作品を創り上げている。
その広告哲学、創作哲学は、本人の人生哲学に起因している。哲学、心理学、古武道などを学び、小津安二郎監督、ブルースリーの載拳道には大きな影響を受ける。
『この世に必要のない花は咲かない。』という考えから、どんな商品にも、どんな企業にも、存在する以上、意味があるはずだ、人を幸せにできるはずだ、として企画、立案。それを広告としてカタチにしている。

## 主な著書
- かっとび！出前坊や　リクルートメディアファクトリー
- かっとび！出前坊や2 リクルートメディアファクトリー
- むてきのだっちくん　読売新聞社
- だっちくんのえらいのはだれだっち？　読売新聞社
- シャスタの泉　大塚食品
- チチブの武甲さん　ダイコクinc.
- おむすび7 エッセンシャル出版社
- 和して無敵のコミュニケーション法　和法　エッセンシャル出版社
- Dちゃん　エッセンシャル出版社